# R-Type
R-Type je počítačová hra. První verze hry pro hrací automaty byla vydána v Japonsku v červenci roce 1987 firmou IREM. Následně byla hra portována na domácí počítače Commodore C64, Amstrad CPC, Sinclair ZX Spectrum, na počítače Amiga a Atari ST a herní konzole Sega Master System a Gameboy. Poté vznikly i porty na další platformy, např. Xbox 360, PlayStation, Java ME, MSX atd.
Hra je považována za klasiku žánru a současně jednu z nejlepších stříleček s vysokým hodnocením – Computer and Video Games: 93 %, CRASH magazine 92 %, Sinclair User 90 %, Your Sinclair 9/10, ACE 87,1 %, The Games Machine 90 %.

## Popis
R-Type je střílečka s horizontálním scrollingem (obraz se posouvá zprava doleva). Hráč je v této hře pilotem vesmírného plavidla R-9 Arrowhead, jež prolétává různými světy plnými protivníků, které musí ničit a vyhýbat se překážkám. Nepřátelé na něj střílejí nebo nalétávají ze všech stran a v hojných počtech a na konci každé úrovně číhá tuhý „boss“, jehož hráč musí udolat.
Smrtelné může být nejen zasažení nepřítelem nebo jeho střelou, ale i naražení do zdi. Hráč má více životů, ovšem po zabití nezačíná, kde skončil, ale na posledním checkpointu. Ty nejsou nijak označeny a navíc jsou poměrně daleko od sebe.
R-9 má tzv. wave cannon, který má dva režimy střelby, obě ovládané jedním tlačítkem. Na krátké stlačení plavidlo střílí obyčejné střely, při podržení tlačítka střelby zbraňové systémy začínají čerpat energii, kterou uvolní ve formě podobné laserovému paprsku spolu s uvolněním tlačítka. Navíc, tento paprsek může být buď slabší při krátkém čerpání nebo silnější při dostatečném načerpání energie. Takový má větší a ničivější sílu, takže je schopný odbourat i některé strukturální překážky, které se postaví raketce do cesty. Později raketka může být vybavena naváděnými střelami automaticky cílícími na nejbližší nepřátele.
Už první automatová verze vynikala po grafické stránce, stylizované do biopunku (subžánru cyberpunku).
Světový rekord v automatové verzi drží český hráč Petr Lex Prokop v hodnotě 1 445 000 bodů.

## Verze hry pro ZX Spectrum
Verze hry pro Sinclair ZX Spectrum vznikla v roce 1988. Je spustitelná i na ZX Spectru 48K. Hru je zde možné ovládat pomocí definovaných kláves nebo pomocí Kempston joysticku. V 37. čísle časopisu Your Sinclair byla hra oceněna 9 body z 10.
Pro Sinclair ZX Spectrum existuje pouze jediné pokračování, hra R-Type II.

## Pokračování
- R-Type II (1989)
- Armed Police Unit Gallop a.k.a. Cosmic Cop (1991)
- Super R-Type (1991)
- R-Type Leo (1992)
- R-Type III: The Third Lightning (1993)
- R-Type Delta (1998) / US version (1999)
- R-Type Final (2003)
- R-Type Command (2007)
- R-Type Dimensions (2009)
- R-Type Tactics II: Operation Bitter Chocolate (2009)[5]